# كيوج
كيوج هي قرية في مقاطعة سراب، إيران. عدد سكان هذه القرية هو 326 في سنة 2006.